# Ousmane Sonko
Ousmane Sonko (ur. 15 lipca 1974 w Thiès) – senegalski polityk, premier Senegalu od 3 kwietnia 2024 roku.

## Życiorys
W 2014 roku utworzył partię PASTEF. W 2019 roku z ramienia swojej partii wystartował w wyborach prezydenckich w 2019 roku, zwyciężył jednak Macky Sall, a sam Sonko zajął trzecie miejsce. Został aresztowany w 2021 roku, a postawiane mu zarzuty nie pozwoliły mu na kandydowanie na prezydenta w 2024 roku (wyszedł z więzienia 3 tygodnie przed wyborami). Ostatecznie kandydatem PASTEF-u został Bassirou Diomaye Faye, któremu udało się wygrać wybory z wynikiem 54,28%. Po objęciu urzędu prezydenta Faye mianował Sonko na premiera i zlecił mu misję utworzenia rządu.